# Říjen 2021
Toto je archivovaný článek z portálu Aktuality.
1. října – pátek
 Bývalý gruzínský prezident Michail Saakašvili byl po návratu do vlasti zatčen. 
 V Dubaji byla po ročním odkladu zahájena světová výstava Expo 2020. 
 Německý prezident Frank-Walter Steinmeier udělil Záslužný řád Spolkové republiky Německo českému spisovateli Jaroslavu Rudišovi. 
2. října – sobota
 Ředitelství silnic a dálnic dokončilo modernizaci dálnice D1 mezi Mirošovicemi a Kývalkou. 
3. října – neděle
 Ve věku 91 let zemřela Blanka Bohdanová, herečka, malířka, výtvarnice a divadelní pedagožka. 
 Pandora Papers: ICIJ zveřejnilo informace z uniklých dokumentů dokládajících možné daňové úniky řady osobností včetně českého premiéra Andreje Babiše. 
4. října – pondělí
 Laureáty Nobelovy ceny za fyziologii a lékařství byli vyhlášeni David Julius a Ardem Patapoutian, a to za objev fungování receptorů pro vnímání teploty, bolesti a tlaku. 
 Japonský parlament schválil Fumia Kišidu ve funkci předsedy vlády. 
 Webové stránky i aplikace společnosti Facebook, včetně aplikací Messenger, WhatsApp i Instagram, zaznamenaly šestihodinový celosvětový výpadek služeb. 
5. října – úterý
 Ministerstvo obrany České republiky schválilo nákup čtyř baterií protiletadlového systému SPYDER izraelské firmy Rafael za 13,7 miliardy korun. 
 Lobbista Martin Dědic byl Krajským soudem v Ostravě nepravomocně odsouzen na 8 let odnětí svobody za manipulaci s veřejnými zakázkami ostravského magistrátu. 
 Nobelovu cenu za fyziku získal z poloviny Syukuro Manabe a Klaus Hasselmann „za fyzikální modelování zemského klimatu“ a z poloviny Giorgio Parisi za objev vzájemného působení neuspořádanosti a fluktuací. 
6. října – středa
 Nobelovu cenu za chemii získali Benjamin List a David McMillan za vývoj nového způsobu konstruování molekul, známého jako asymetrická organokatalýza. 
 V Brně byly zahájeny mezinárodní veletrhy Idet, Pyros a Iset. 
7. října – čtvrtek
 Nobelovu cenu za literaturu obdržel tanzanský spisovatel Abdulrazak Gurnah. 
8. října – pátek
 Nobelovu cenu míru dostali novináři Dmitrij Muratov z Ruska a Maria Ressaová z Filipín za obranu svobody slova. 
9. října – sobota
 Volby do Poslanecké sněmovny vyhrála s 27,79 % koalice SPOLU: ODS, KDU-ČSL, TOP09 následována hnutím ANO 2011 s 27,12 %. Třetí místo obsadila s 15,62 % koalice Piráti a Starostové a do sněmovny se ještě dostalo SPD se ziskem 9,56 %. 
 Herecká asociace udělila v pražském Národním divadle 28. výroční Ceny Thálie 2021. Kvůli uzavřených divadel při lockdownu během pandemie covidu-19 v divadelní sezoně 2020/2021, nebyly udělovány ceny za mimořádné výkony. 
 Rakouský kancléř Sebastian Kurz rezignoval na svou funkci kvůli podezření z korupce. 
 V Orenburské oblasti zemřelo na otravu alkoholem 26 lidí, 28 přiotrávených bylo hospitalizováno. 
10. října – neděle
 Prezident České republiky Miloš Zeman byl hospitalizován v Ústřední vojenské nemocnici. 
 Při havárii letadla L-410 v Tatarstánu zahynulo šestnáct lidí. 
13. října – středa
 Skupina Spirituál kvintet po více než 60 letech ukončila činnost posledním koncertem ve velkém sále Paláce Lucerna. 
 Firma Bohemia Energy ukončila dodávky elektřiny a plynu na český trh, 900 tisíc zákazníků převezmou dodavatelé poslední instance. 
11. října – pondělí
 Ekonomové David Card, Joshua Angrist a Guido Imbens získali Cenu Švédské národní banky za rozvoj ekonomické vědy na památku Alfreda Nobela. 
15. října – pátek
 Britský konzervativní poslanec David Amess byl ubodán během setkání s voliči. 
16. října – sobota
 ASEAN odmítl přítomnost barmského diktátora Min Aun Hlaina na summitu. 
17. října – neděle
 Francouzský prezident Emmanuel Macron během pietní akce za oběti odsoudil masakr Alžířanů z roku 1961. 
 Sedmnáct amerických a kanadských občanů bylo uneseno zločineckým gangem v haitském hlavním městě Port-au-Prince. 
20. října – středa
 Evropský parlament udělil Sacharovovu cenu za svobodu myšlení ruskému opozičnímu politikovi Alexeji Navalnému. 
 Ve věku 87 let zemřel americký psycholog maďarského původu Mihaly Csikszentmihalyi, představitel pozitivní psychologie, který definoval pojem flow. 
21. října – čtvrtek
 Starostou Říma byl zvolen kandidát Demokratů Roberto Gualtieri. Dosavadní starostka Virginia Raggi za Hnutí pěti hvězd skončila až čtvrtá za kandidátem pravice Enricem Michettim a centristou Carlem Calendou. 
 Program na záchranu druhu Nosorožce tuponosého severního vyřadil kvůli vysokému věku a zdravotnímu stavu samici Nájin. 
25. října – pondělí
 V Súdáně proběhl vojenský převrat. 
 Tržní kapitalizace automobilky Tesla poprvé přesáhla bilion USD. 
26. října – úterý
 Za přítomnosti ázerbájdžánského prezidenta Alijeva a tureckého Erdoğana bylo ve Fuzuli slavnostně otevřeno mezinárodní letiště. 
28. října – čtvrtek
 U příležitosti 103. výročí vzniku Československa bylo vyznamenáno celkem 29 osobností. Slavnostní udílení bylo odloženo na oslavy Dne obnovy samostatného českého státu 1. ledna 2022. 
30. října – sobota
 Ve věku 77 let zemřela Jana Altmannová, herečka, loutkoherečka, dabérka a pedagožka. 
31. října – neděle
 Ve skotském Glasgow byla zahájena Konference OSN o změně klimatu 2021 označovaná jako COP26. 
 Došlo k pádu jedné ze dvou kabin lanovky na Ještěd. Nehodu nepřežil průvodčí, který v kabině cestoval sám. Cestující z druhé kabiny byli evakuováni hasiči. 